# Jan-Hendrik Rootering
Jan-Hendrik Rootering (* 18. März 1950 in Wedingfeld in der Nähe von Flensburg) ist ein deutscher Opern-, Lied- und Konzertsänger (Bassbariton).

## Leben
Jan-Hendrik Rootering ist der Sohn des niederländischen Tenors Hendrikus Rootering, der sein Lehrer und Mentor war. Bereits während seines Gesangsstudiums an der Musikhochschule Hamburg sang er kleinere Partien an der Staatsoper Hamburg und am Musiktheater im Revier in Gelsenkirchen.
1982 debütierte er als Geisterbote in Die Frau ohne Schatten an der Bayerischen Staatsoper in München. Dort war er im Laufe der Jahre in fast allen großen Basspartien zu hören, so im großen Wagner-Repertoire (Fasolt, Gurnemanz, Pogner, Landgraf, Daland, Sachs), wie auch als Mozart-Interpret (Commendatore, Sarastro) und in verschiedenen Partien des italienischen Repertoires (Macbeth, Fiescom Simone Boccanegra). Im Jahre 1990 sang er den Baron Ochs in Der Rosenkavalier in der vielbeachteten und diskutierten Inszenierung von Brigitte Fassbaender. 
Rootering sang und singt auf allen bedeutenden Opernbühnen der Welt, darunter, neben den schon genannten, in der Mailänder Scala, im Royal Opera House Covent Garden, in der Opéra Bastille zu Paris, in der Chicago Lyric Opera, der Wiener Staatsoper, der Dresdner Semperoper, der Metropolitan Opera New York, der Deutschen Oper Berlin, der Oper Frankfurt, im Théatre de la Monnaire Brüssel u.v.m. Mit der Metropolitan Opera, an der er in der Spielzeit 1986/87 als Landgraf in Tannhäuser und der Sängerkrieg auf der Wartburg debütierte, verbindet ihn eine regelmäßige Zusammenarbeit. Ferner tritt er als Gast bei allen großen internationalen Festspielen auf, so in München, Wien, Salzburg, Oslo, Schubertiade Hohenems usw. 
Rootering ist ein gefragter Lied- und Konzertsänger. Er arbeitet u. a. mit den Wiener Philharmonikern, dem Symphonieorchester des Bayerischen Rundfunks, dem Royal Concertgebouw Orkest Amsterdam und dem New York Philharmonic Orchestra sowie mit renommierten Dirigenten zusammen, u. a. Carlos Kleiber, Riccardo Chailly, Leonard Bernstein, Claudio Abbado, Zubin Mehta, Wolfgang Sawallisch und James Levine. 
Außerdem widmet sich Rootering der Gesangspädagogik. Er unterrichtete an der Musikhochschule München und an der Musikhochschule Köln. Von 2007 bis 2014 lehrte er als Professor für Gesang an der Folkwang Universität der Künste in Essen. Zudem gibt er Meisterkurse im In- und Ausland. 
Zweimal wurde Rootering mit einem der Grammy Awards ausgezeichnet: für seine Partie des Fasolt in der Oper Das Rheingold und des Kaspar in Der Freischütz. 1986 wurde ihm der Titel „Bayerischer Kammersänger“ verliehen. 
Sein umfangreiches Repertoire wird durch viele Rundfunk-, Video- und Fernsehproduktionen sowie CD-Einspielungen dokumentiert.

## Diskografie
- Diskografie von Jan-Hendrik Rootering bei operaclass.com
- Diskografie von Jan-Hendrik Rootering bei AllMusic (englisch)